# Cristian Arango
Cristian Daniel Arango Duque (Medellín, Colombia, 9 de marzo de 1995), es un futbolista colombiano que juega como delantero en el San Jose Earthquakes de la Major League Soccer de Estados Unidos.

## Legado deportivo
Su padre Juan Martín Arango y su hermano John Alexander Arango también fueron futbolistas profesionales con amplio recorrido en la segunda división colombiana. Su padre jugaba como lateral derecho en el Industrial Itagüí y su hermano como delantero en el Bajo Cauca.

## Trayectoria

### Envigado F. C.
Su debut oficial se produjo el 13 de marzo de 2012 por la fecha 1 de la Copa Colombia siendo remplazado a los 68 minutos de juego por Camilo Maturana con victoria por 2-0 frente a Jaguares de Córdoba.
En esta temporada juega un total de 18 partidos con 2 goles uno por Liga y otro por Copa Colombia, su primer gol lo anota contra el Deportivo Cali al minuto 75 por la fecha 18 del Torneo Finalización siendo titular del equipo.
En 2014 llega a la selección colombiana sub-21 para participar en el 2014 donde jugó 2 partidos frente a la selección brasileña sub-21 y selección inglesa sub-21.
En 2015 se consolida en Envigado F. C. dejando 4 goles dos por Copa Colombia uno contra Deportivo Rionegro al minuto 9 después sería reemplazado en el minuto 78 por Santiago Ruiz y el otro frente al Independiente Medellín al minuto 20 encuentro que terminaría en derrota 2-1 y otros dos goles por Liga el primero frente al Deportivo Cali por la fecha 13 del Torneo Apertura al minuto 35 y otro al minuto 4 contra Deportes Tolima por la fecha 2 del Torneo Finalización.

### Valencia Mestalla

#### 2015-16
El 16 de octubre de 2015 se confirma su llegada a Valencia Mestalla a préstamo, donde juega un total de 36 partidos dejando 16 goles anotados, tras dejar una buena impresión en el club deciden negociar por el jugador pero no se llegó a ningún acuerdo económico entre ambos clubes.

### Segunda etapa en Envigado F. C.
El 30 de junio de 2016 tras no llegar a un acuerdo ambos equipos por Cristian el jugador regresa a Envigado F. C. donde el director técnico Español recién llegado Ismael Rescalvo decide tenerlo en cuenta, siendo este pieza fundamental en la delantera del equipo en el Torneo Finalización donde juega 20 partidos, 18 como titular y 2 entrando dejando un total de 4 goles en total.

### Primera etapa en Millonarios
Para finales del mes de diciembre del 2016 por petición del entrenador Miguel Ángel Russo se confirma su llegada a Millonarios al ser comprados sus derechos deportivos y firmar un contrato por tres años con el equipo albiazul
El día 1 de febrero de 2017 debuta en la Copa Libertadores de América, perdiendo el partido de ida de la primera fase por la mínima frente a Atlético Paranaense en Brasil. El 12 de febrero anota su primer gol con el club en la victoria 3 a 0 contra Atlético Bucaramanga, válido por la fecha 3 del torneo. Volvería a marcar el 9 de abril dándole la victoria a su club 2 a 1 como locales sobre el Cortuluá. Su último gol con el club lo marco el 20 de mayo cerrando la victoria 2-0 sobre Patriotas Boyacá y marcando el gol de la fecha. A pesar de jugar pocos encuentros su buen desempeño lo llevan a que varios clubes europeos se fijen en él.

### Etapa en Portugal

#### Benfica
El 28 de junio de 2017 es confirmado como nuevo jugador del Benfica de la Primeira Liga de Portugal quien compra un porcentaje minoritario de sus derechos deportivos a Millonarios FC por un valor aproximado de 2.625.000 millones de euros hasta 2022. Tras realizar la pretemporada con el club las directivas deciden ceder al jugar en busca de que sumara más minutos.

#### Desportivo Aves
El 4 de agosto de 2017 se confirma su cesión por un año al recién ascendido Desportivo Aves de la Primeira Liga de Portugal. Debuta el 27 de agosto en la derrota de su club por la mínima frente a Boavista jugando los últimos 15 minutos. Su primer gol lo marca el 30 de septiembre en el empate a dos goles en su visita al Portimonense habiendo ingresado a los 62 minutos y marcando 7 minutos después. Marca su primer doblete el 10 de enero en el empate a cuatro goles en su visita al Rio Ave FC donde logran la clasificación a semifinales de la Copa de Portugal, había ingresado al minuto 65 y marca el 3-3 parcial al 90 mandando al alargue, marcaría el segundo al 105 de adición y pasan por penales.

#### CD Tondela
El 30 de julio de 2018 se confirma una nueva cesión. En esta ocasión se marcha una temporada al Tondela. El 6 de agosto debuta con gol en la victoria 2 por 0 en su visita al Vitória Guimarães.

### Segunda etapa en Millonarios

#### 2019
El 10 de julio de 2019 se oficializa su regreso a Millonarios firmando por tres años. El 27 de julio de 2019 marca su primer gol de la temporada ante Atlético Bucaramanga dándole la victoria por 1-2 al conjunto embajador. Vuelve a marcar el 7 de agosto, por Copa Colombia, frente Independiente Medellín, anotando el descuento en la derrota 2-1.

#### 2020
El 26 de enero marca el primer gol de la temporada de Millonarios en la derrota 1-2 ante Deportivo Pasto. El 15 de febrero después de volver de una lesión marca el gol de la fecha para la victoria 2 por 1 sobre Boyacá Chico. El 15 de octubre marca su primer doblete post-pandemia en la victoria 2 a 1 en casa de Envigado FC. Culmina el año 2020 como el goleador del equipo con 12 anotaciones, firmado así, también, la mejor marca personal de su carrera hasta entonces.

#### 2021
Luego de que no se concretara su pase a la Universidad de Chile en donde era pedido directo del entrenador venezolano Rafael Dudamel, inicia la temporada como titular en la victoria 1-0 ante Envigado Fútbol Club, en la cual ejerce como capitán ante las ausencias de David Macalister Silva y Andrés Felipe Román.
El 1 de febrero marca su primer gol del año, dándole la victoria a su equipo al anotar el 4-3 ante Once Caldas. Posteriormente, el 7 de febrero anota el gol de la victoria 3-2 ante el Deportivo Pereira en el estadio El Campin. Finalizado el encuentro, viaja a la concentración de la Selección Colombia para el microciclo organizado por Reinaldo Rueda. El 18 de febrero anota un doblete contra el Deportivo Pasto en la victoria 3-1, siendo también elegido como figura del partido. Llega a 22 goles con el 'albi-azul'. El 21 de marzo anota un gol en la derrota contra Atlético Nacional por 1-2. Vuelve a marcar el 18 de abril en la última fecha de la fase regular del Torneo Apertura 2021, cerrando el 3-1, de penal, en la victoria contra Deportivo Cali. El 24 de abril, en la ida de los cuartos de final de liga, anota el 1-2 definitivo que le da la victoria a su equipo frente al América de Cali en el Estadio Pascual Guerrero marcando así 26 anotaciones como jugador azul. El 10 de junio, en el partido de ida de las semifinales, anota ante el Junior el último gol en la derrota 3-2, dejando una diferencia de un gol para el partido de vuelta en Bogotá.

### Los Angeles Football Club
Tras tres grandes campañas con Millonarios, a mediados de 2021 el actor y empresario deportivo Will Ferrell lo contacta para jugar en su club, Los Angeles Football Club, más conocido como LAFC.
El 19 de julio de 2021 se confirmó su traspaso al equipo Los Angeles Football Club, en la MLS estadounidense. El 12 de septiembre se reportó con un doblete en la victoria 3-2 sobre el Real Salt Lake por la fecha 24 de la conferencia oeste. Con ese doblete, llegó a cuatro anotaciones en seis partidos disputados (cuatro de ellos como titular).

### CF Pachuca
El primer día de febrero de 2023 se vio confirmado su traspaso al Pachuca, de la Liga MX, por un valor de 5,5 millones de Euros.

### Real Salt Lake
El 10 de junio de 2023, el club Real Salt Lake de la Major League Soccer fichó a Arango hasta 2025 con una opción para 2026. Hizo su primera aparición con el club el 8 de julio de 2023, anotando el Primer gol en la victoria en casa por 4-0 sobre Orlando City. El 20 de febrero de 2024 se anunció que Arango sería el nuevo capitán del Real Salt Lake. El 30 de marzo, Arango anotó un triplete en la segunda mitad , uno de los goles fue de penalti, en la victoria por 3-1 sobre St. Louis City SC. El 1 de junio, Arango anotó otro triplete en la victoria por 5-1 contra el Austin FC. 

## Selección nacional

### Categorías inferiores
Fue convocado por Carlos Restrepo para disputar el Torneo Esperanzas de Toulon de 2014.
El sábado 24 de mayo de 2014 debutó en la selección sub-21 frente a Brasil, es reemplazado a los 37 minutos por Rafael Borré, el cual terminaría con una derrota tricolor por 2-1. Jugaría su segundo partido frente a Inglaterra el 30 de mayo, el cual terminaría 1-1.

#### Participación en Torneos Juveniles
| Campeonato                          | Sede                       | Resultado                  | PJ | GA | Asis |
| ----------------------------------- | -------------------------- | -------------------------- | -- | -- | ---- |
| Juegos Bolivarianos 2013            | Trujillo                   | Campeón                    | 4  | 5  | N/A  |
| Torneo Esperanzas de Toulon de 2014 | Francia                    | Fase de grupos             | 2  | 0  | N/A  |
| Total en Torneos Juveniles          | Total en Torneos Juveniles | Total en Torneos Juveniles | 6  | 5  | N/A  |

#### Goles internacionales
| # | Fecha                   | Lugar                      | Rival     | Goles | Resultado | Competición             |
| - | ----------------------- | -------------------------- | --------- | ----- | --------- | ----------------------- |
| 1 | 17 de noviembre de 2013 | Estadio Mansiche, Trujillo | Bolivia   | 1 - 0 | 5 - 0     | Juegos Bolivaranos 2013 |
| 2 | 21 de noviembre de 2013 | Estadio Mansiche, Trujillo | Ecuador   | 1 - 1 | 2 - 2     | Juegos Bolivaranos 2013 |
| 3 | 23 de noviembre de 2013 | Estadio Mansiche, Trujillo | Guatemala | 1 - 0 | 1 - 0     | Juegos Bolivaranos 2013 |
| 4 | 25 de noviembre de 2013 | Estadio Mansiche, Trujillo | Ecuador   | 1 - 2 | 1 - 3     | Juegos Bolivaranos 2013 |
| 5 | 25 de noviembre de 2013 | Estadio Mansiche, Trujillo | Ecuador   | 1 - 3 | 1 - 3     | Juegos Bolivaranos 2013 |

### Selección de mayores
El 1 de febrero de 2021 es incluido en un microciclo preparatorio llevado a cabo entre el 7 de febrero y el 11 de febrero del año en curso. El 3 de noviembre de 2021 fue incluido en la convocatoria para eliminatorias mundialistas contra Brasil y Paraguay. El 16 de noviembre hace su debut oficial ante Paraguay en un partido que finalizó 0-0, ingresando en el minuto 80 del encuentro. En enero de 2022 fue convocado para un partido amistoso contra Honduras en Estados Unidos.

#### Participaciones enEliminatorias al Mundial
| Eliminatoria                        | Sede del Mundial | Posición      | Resultado | PJ | GA | Asis |
| ----------------------------------- | ---------------- | ------------- | --------- | -- | -- | ---- |
| Eliminatorias Mundial de Catar 2022 | Catar            | 6°lugar 23pts | Eliminado | 1  | 0  | 0    |

## Estadísticas
| Club                             | Div.          | Temporada     | Liga  | Liga  | Copas nacionales | Copas nacionales | Copas internacionales | Copas internacionales | Total | Total | Media goleadora |
| Club                             | Div.          | Temporada     | Part. | Goles | Part.            | Goles            | Part.                 | Goles                 | Part. | Goles | Media goleadora |
| -------------------------------- | ------------- | ------------- | ----- | ----- | ---------------- | ---------------- | --------------------- | --------------------- | ----- | ----- | --------------- |
| Envigado F. C. · Colombia        | 1.ª           | 2012          | 0     | 0     | 2                | 0                | —                     | —                     | 2     | 0     | 0               |
| Envigado F. C. · Colombia        | 1.ª           | 2013          | 18    | 1     | 4                | 0                | —                     | —                     | 22    | 1     | 0.05            |
| Envigado F. C. · Colombia        | 1.ª           | 2014          | 7     | 0     | 2                | 0                | —                     | —                     | 9     | 0     | 0               |
| Envigado F. C. · Colombia        | 1.ª           | 2015          | 26    | 2     | 5                | 2                | —                     | —                     | 31    | 4     | 0.13            |
| Envigado F. C. · Colombia        | 1.ª           | 2016          | 20    | 4     | 1                | 0                | —                     | —                     | 21    | 4     | 0.19            |
| Envigado F. C. · Colombia        | Total club    | Total club    | 71    | 7     | 14               | 2                | —                     | —                     | 85    | 9     | 0.11            |
| Valencia Mestalla · España       | 2.ªB          | 2015-16       | 26    | 8     | —                | —                | —                     | —                     | 26    | 8     | 0.31            |
| Valencia Mestalla · España       | Total club    | Total club    | 26    | 8     | —                | —                | —                     | —                     | 26    | 8     | 0.31            |
| Desportivo das Aves Portugal     | 1.ª           | 2017-18       | 19    | 1     | 3                | 2                | —                     | —                     | 22    | 3     | 0.14            |
| Desportivo das Aves Portugal     | Total club    | Total club    | 19    | 1     | 3                | 2                | —                     | —                     | 22    | 3     | 0.14            |
| Tondela Portugal                 | 1.ª           | 2018-19       | 16    | 1     | 4                | 2                | —                     | —                     | 20    | 3     | 0.15            |
| Tondela Portugal                 | Total club    | Total club    | 16    | 1     | 4                | 2                | —                     | —                     | 20    | 3     | 0.15            |
| Millonarios · Colombia           | 1.ª           | 2017          | 12    | 3     | —                | —                | 1                     | 0                     | 13    | 3     | 0.23            |
| Millonarios · Colombia           | 1.ª           | 2019          | 10    | 2     | 2                | 1                | —                     | —                     | 12    | 3     | 0.25            |
| Millonarios · Colombia           | 1.ª           | 2020          | 21    | 10    | 1                | 1                | 3                     | 1                     | 25    | 12    | 0.48            |
| Millonarios · Colombia           | 1.ª           | 2021          | 22    | 9     | —                | —                | —                     | —                     | 22    | 9     | 0.41            |
| Millonarios · Colombia           | Total club    | Total club    | 65    | 24    | 3                | 2                | 4                     | 1                     | 72    | 27    | 0.38            |
| Los Angeles F. C. Estados Unidos | 1.ª           | 2021          | 17    | 14    | —                | —                | —                     | —                     | 17    | 14    | 0.82            |
| Los Angeles F. C. Estados Unidos | 1.ª           | 2022          | 37    | 18    | 3                | 3                | —                     | —                     | 40    | 21    | 0.53            |
| Los Angeles F. C. Estados Unidos | Total club    | Total club    | 54    | 32    | 3                | 3                | —                     | —                     | 57    | 35    | 0.61            |
| Pachuca CF · México              | 1.ª           | 2023          | 11    | 5     | —                | —                | 2                     | 0                     | 13    | 5     | 0.38            |
| Pachuca CF · México              | Total club    | Total club    | 11    | 5     | —                | —                | 2                     | 0                     | 13    | 5     | 0.38            |
| Real Salt Lake Estados Unidos    | 1.ª           | 2023          | 13    | 6     | 1                | 0                | 4                     | 2                     | 18    | 8     | 0.44            |
| Real Salt Lake Estados Unidos    | 1.ª           | 2024          | 18    | 16    | 1                | 0                | —                     | —                     | 19    | 16    | 0.84            |
| Real Salt Lake Estados Unidos    | Total club    | Total club    | 31    | 22    | 2                | 0                | 4                     | 2                     | 37    | 24    | 0.65            |
| Total carrera                    | Total carrera | Total carrera | 293   | 100   | 29               | 11               | 10                    | 3                     | 332   | 114   | 0.34            |

### Selección nacional
| Selección          | Año               | Amistosos | Amistosos | Copa América | Copa América | Copa Mundial | Copa Mundial | Eliminatorias Mundialistas | Eliminatorias Mundialistas | Total | Total |
| Selección          | Año               | Part.     | Goles     | Part.        | Goles        | Part.        | Goles        | Part.                      | Goles                      | Part. | Goles |
| ------------------ | ----------------- | --------- | --------- | ------------ | ------------ | ------------ | ------------ | -------------------------- | -------------------------- | ----- | ----- |
| Selección sub-17   | 2013              | --        | --        | 4            | 5            | --           | --           | --                         | --                         | 4     | 5     |
| Selección sub-17   | Total             | --        | --        | 4            | 5            | --           | --           | --                         | --                         | 4     | 5     |
| Selección sub-21   | 2014              | 2         | 0         | --           | --           | --           | --           | --                         | --                         | 2     | 0     |
| Selección sub-21   | Total             | 2         | 0         | --           | --           | --           | --           | --                         | --                         | 2     | 0     |
| Selección absoluta | 2021              | --        | --        | --           | --           | --           | --           | 1                          | 0                          | 1     | 0     |
| Selección absoluta | 2023              | 1         | 0         | --           | --           | --           | --           | --                         | --                         | 1     | 0     |
| Selección absoluta | Total             | 1         | 0         | --           | --           | --           | --           | 1                          | 0                          | 2     | 0     |
| Total en Colombia  | Total en Colombia | 3         | 0         | 4            | 5            | 0            | 0            | 1                          | 0                          | 8     | 5     |

### Hat-tricks
| 1 | 20 de octubre de 2021 | Estadio Toyota, Frisco     | F C Dallas - Los Angeles FC        |  | 2 - 3 | MLS 2021 |
| 2 | 30 de marzo de 2024   | America First Field, Sandy | Real Salt Lake - St. Louis City SC |  | 3 - 1 | MLS 2024 |
| 3 | 1 de junio de 2024    | America First Field, Sandy | Real Salt Lake - Austin FC         |  | 5 - 1 | MLS 2024 |

## Palmarés

### Títulos nacionales
| Título                 | Equipo              | País           | Año  |
| ---------------------- | ------------------- | -------------- | ---- |
| Copa de Portugal       | Desportivo das Aves | Portugal       | 2018 |
| MLS Supporters' Shield | Los Angeles FC      | Estados Unidos | 2022 |
| MLS Conferencia Oeste  | Los Angeles FC      | Estados Unidos | 2022 |
| MLS Cup                | Los Angeles FC      | Estados Unidos | 2022 |

### Títulos internacionales
| Título              | Equipo          | Sede     | Año  |
| ------------------- | --------------- | -------- | ---- |
| Juegos Bolivarianos | Colombia sub-18 | Trujillo | 2013 |

(*) Incluyendo la selección

### Distinciones individuales
| Distinción                                           | Año  |
| ---------------------------------------------------- | ---- |
| Máximo goleador de los Juegos Bolivarianos (5 goles) | 2013 |